# San Millán de la Cogolla
San Millán de la Cogolla település Spanyolországban, La Rioja autonóm közösségben. San Millán de la Cogolla Berceo, Estollo, Tobía, Anguiano, Mansilla de la Sierra, Villavelayo, Ezcaray, Pazuengos és Villar de Torre községekkel határos. Lakosainak száma 215 fő (2024).

## Népesség
A település népessége az elmúlt években az alábbi módon változott:
| Lakosok száma | 257  | 293  | 303  | 293  | 260  | 248  | 228  | 230  | 216  | 215  |
|               | 2001 | 2004 | 2007 | 2009 | 2012 | 2014 | 2017 | 2019 | 2022 | 2024 |